# Municipio de Columbia (condado de Hamilton)
El municipio de Columbia (en inglés: Columbia Township) es un municipio ubicado en el condado de Hamilton en el estado estadounidense de Ohio. En el año 2010 tenía una población de 4532 habitantes y una densidad poblacional de 660,81 personas por km².

## Geografía
El municipio de Columbia se encuentra ubicado en las coordenadas 39°10′17″N 84°25′4″O / 39.17139, -84.41778. Según la Oficina del Censo de los Estados Unidos, el municipio tiene una superficie total de 6.86 km², de la cual 6,57 km² corresponden a tierra firme y (4,23 %) 0,29 km² es agua.

## Demografía
Según el censo de 2010, había 4532 personas residiendo en el municipio de Columbia. La densidad de población era de 660,81 hab./km². De los 4532 habitantes, el municipio de Columbia estaba compuesto por el 59,91 % blancos, el 35,28 % eran afroamericanos, el 0,24 % eran amerindios, el 1,46 % eran asiáticos, el 1,02 % eran de otras razas y el 2,1 % eran de una mezcla de razas. Del total de la población el 2,21 % eran hispanos o latinos de cualquier raza.